# Markovce
Markovce est un village de Slovaquie situé dans la région de Košice.

## Histoire
Première mention écrite du village en 1281.

## Démographie

### Évolution de la population
| Année:               | 1994. | 2004.    | 2014.    | 2024.    |
| -------------------- | ----- | -------- | -------- | -------- |
| Nombre de personnes: | 655   | 808      | 936      | 1081     |
| Différence:          |       | +23,35 % | +15,84 % | +15,49 % |

| Année:               | 2023. | 2024.   |
| -------------------- | ----- | ------- |
| Nombre de personnes: | 1073  | 1081    |
| Différence:          |       | +0,74 % |

## Politique
| Nom            | Parti politique | Date de l'élection | Fin du mandat |
| -------------- | --------------- | ------------------ | ------------- |
| Valéria Eľková | ĽS-HZDS         | 02.12.2006         | Déc. 2010     |